# Bibliothek der Universität Tenri
Die Bibliothek der Universität Tenri (jap. 天理大学附属天理図書館, Tenri Daigaku fuzoku Tenri Toshokan, engl. Tenri Central Library) ist eine bekannte Bibliothek in Tenri in der Präfektur Nara, die zur privaten Universität Tenri der shintoistischen Tenrikyō-Bewegung gehört. Obgleich es sich um die Universitätsbibliothek einer Privatuniversität handelt, ist sie prinzipiell allen Personen ab 15 Jahren öffentlich zugänglich. Sie wurde 1925 gegründet und besitzt ca. zwei Mio. Medien, darunter sechs Nationalschätze, viele Wichtige Kulturgüter, als Wichtige Kunstgegenstände (重要美術品, Jūyō Bijutsuhin) deklarierte Objekte, kostbare Handschriften und alte Manuskripte. Mitteilungen werden in der bibliothekseigenen Zeitschrift „Biblia“ veröffentlicht.

## Überblick
Vorläufer der Universität Tenri war die 1925 eröffnete „Tenri-Fremdsprachenschule“. Sie wurde von der Tenrikyō gegründet, um Menschen für die Missionierung im Ausland in den dazu nötigen Fremdsprachen auszubilden. Nach dem Zweiten Weltkrieg 1949 wurde die Fremdsprachenschule dann zu einer Privatuniversität. Die Bibliothek wurde ebenfalls 1925 im August eingerichtet; man versammelte bis November 1926 aus allen zur Tenrikyō gehörenden Bibliotheken 26.000 sorgfältig ausgewählte Bücher in der neuen Bibliothek Tenri, die in einem Zimmer im dritten Stock des Schulgebäudes untergebracht wurde. 1930 wurde ein neues Gebäude für die Bibliothek errichtet. Auf Vorschlag von Masaharu Anesaki, dem Direktor der Universitätsbibliothek Tokio, wurde die Tenri-Bibliothek nach Plänen für die Bibliothek der University of Minnesota gebaut. Die Ausarbeitung der Baupläne oblag dem Architekten Ban Shizuo.
1930 wurde außerdem ein zur Universität gehörendes Informationszentrum (天理参考館, Tenri Sankōkan) eröffnet. Dabei handelt es sich um eine kulturelle Einrichtung, die ethnologische und archäologische Materialien aus aller Welt sammelt und in einem Museum der Öffentlichkeit zugänglich macht. Insbesondere unter dem zweiten Shimbashira bzw. Leiter der Tenri-Gemeinschaft Nakayama Shōzen (1905–1967), dem Urenkel der Stifterin Miki Nakayama, konnte die Anzahl der Sammlungen, gerade auch der Raritäten, erweitert werden. Shōzens Idee war es, die Mitglieder der Tenrikyō für die Missionierungsarbeit im Ausland nicht nur mit Fremdsprachenkenntnissen auszustatten, sondern ihnen auch ein Verständnis der Kultur zu vermitteln, was zu einer Belebung der Sammeltätigkeit führte. So kaufte Shōzen 1941 den Nachlass der Familie Itō samt den Unterlagen und Büchern des konfuzianischen Gelehrten Itō Jinsai, seines Sohnes Itō Tōgai und der Schule Kōgidō (古義堂), in der die beiden in Kyōto unterrichtet hatten. 1963 wurde durch eine Erweiterung der Bibliothek und des Lesesaals die Gesamtfläche auf 10.722 m² erhöht.

## Sammlungen
Zu den rund 1,8 Mio. Büchern des Bestandes zählen neben sechs Nationalschätzen auch viele alte Handschriften, Drucke der jesuitischen Mission (キリシタン版, Kirishitan-ban), westliche Inkunabeln aus dem 15. Jahrhundert wie etwa Vita et Fabulae von Aesop und alte Landkarten. Dazu eine Vielzahl von Kostbarkeiten der japanischen Literatur, wie Handschriften des Genji-, Ise- oder Taketori Monogatari, Materialien zur Haikai- und Renga-Dichtung, zu Ihara Saikaku und Matsuo Bashō, aber auch zu Schriftstellern der Moderne wie Higuchi Ichiyō, Natsume Sōseki, Akutagawa Ryūnosuke, Mori Ōgai oder Nagai Kafū.
Neben den deklarierten und ausgezeichneten Werken befinden sich auch seltene Dokumente bekannter Persönlichkeiten wie eine Weltkarte des niederländischen Kartographen Abraham Ortelius, ein Globus des Deutschen Caspar Vopelius und auch eine Handschrift der Yongle-Enzyklopädie aus der Ming-Zeit.

### Auswahl
Sammelschwerpunkte sind: Religion, Sprache, Geschichte, Geographie, Literatur, chinesische und koreanische Studien.
- China

1. Liu Mengde wen ji (劉夢得文集): Ausgabe aus der Song-Dynastie, als Nationalschatz deklariert
2. Mao shi yao yi (毛詩要義): als Wichtiges Kulturgut deklariert

- Japan
  - Drucke der jesuitischen Mission nach Japan, die sog. Kirishitan-ban: erste bekannte Drucke Japan, neun von 31 Drucken, darunter "Contemptus Mundi von 1610" als Wichtiges Kulturgut deklariert
  - Handschriften:

1. Wamyōshō (和名抄): Handschrift eines Lexikons mit japanischen Personen- und Eigennamen aus dem 14. Jahrhundert, kompiliert von Minamoto no Shitagau
2. Meigetsu-ki (明月記): Original Handschrift des Tagebuchs von Fujiwara no Teika
3. Kaiōi (貝おほひ): Original von Matsuo Bashō, dem Autor des Oku no Hosomichi
4. Bakin Nikki (馬琴日記): Tagebuch von Kyokutei Bakin, dem Autor des Nansō Satomi Hakkenden (南総里見八犬伝, „Die Geschichte der acht Hunde aus dem Hause Satomi in Nansō“)
5. Jichū Hyakuin Emaki (自註百韻絵巻): Bildrolle mit 100 Haiku-Gedichten, bebildert und annotiert von Ihara Saikaku

- Holzdruckplatten:

1. Jōruri (Figuren- oder Puppentheater) (江戸時代浄瑠璃本): 15.000 Holzdruckplatten
2. Teisei Kokun Kojiki (訂正古訓古事記): 170 Holzdruckplatten des „Teisei Kokun Kojiki“ von Motoori Norinaga
3. Werke der Kogidō Schule (古義堂): 2000 im 17. Jahrhundert entstandene Holzdruckplatten von Itō Jinsai und seiner Familie[2][1]

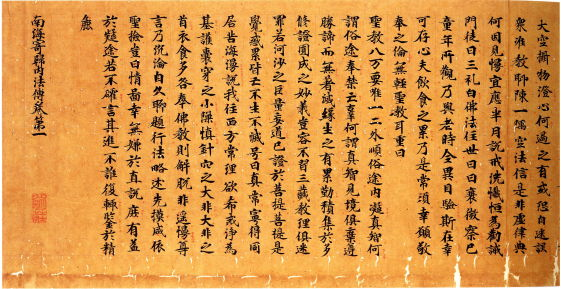
Nankai kiki naihōden (南海寄帰内法伝) des chinesischen Mönchs Yi Jing
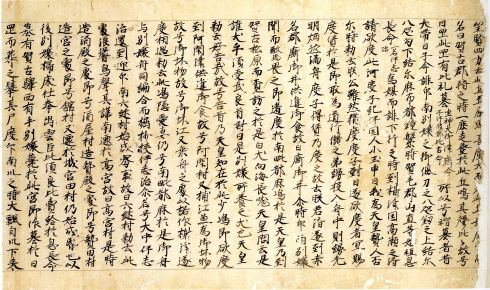
Manuskript des Harima Fudoki
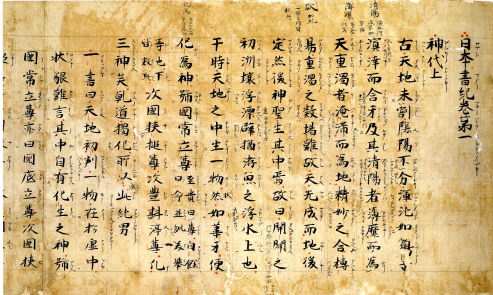
Kapitel Zeitalter der Götter aus dem Nihon Shoki (Yoshida-Ausgabe)

### Grunddaten
- Eröffnung: 1925
- Adresse: 1050 Soma-no-uchi, Tenri, Präfektur Nara
- Fläche des Bibliotheksgebäudes: 10.722 m²
- Gebäude: 1930 als Bibliothek der Tenri-Fremdsprachenschule erbaut und 1963 erweitert